# RCN Televisión
RCN Televisión (marcada como Canal RCN), mais comumente conhecido como RCN (um acrônimo para Radio Cadena Nacional), é uma rede de televisão aberta colombiana pertencente à Organización Ardila Lülle. Foi fundada como produtora de televisão em 23 de março de 1967 e lançada oficialmente como canal independente em 10 de julho de 1998. Produziu Yo soy Betty, la fea, uma das telenovelas colombianas de maior sucesso.

## História
A RCN Televisión foi criada como a divisão de televisão da RCN Radio. Em 1967, a RCN Radio licitou transmissões na rede oficial de televisão, recebendo uma hora diária, que foi dividida em duas séries: a colombiana El Hogar e a americana Bewitched. Em 1973, a RCN Radio e sua subsidiária RCN Televisión foram adquiridas por Carlos Ardila Lülle, que três anos depois relançou a RCN como produtora televisiva com diversos programas na programação oficial dos canais. A RCN foi a primeira empresa a transmitir televisão ao vivo e em cores, o concurso de beleza Miss Colômbia em 1980; a partir deste ano, a RCN passa a ter os direitos de transmissão deste evento.
Em 10 de julho de 1998, a RCN foi ao ar como canal independente com resultados desastrosos em comparação com a Caracol Televisión. A situação estabilizou quando Carlos Ardila Lülle assumiu a gestão do canal.

## Canais de televisão

### Atual
| Logótipo | Canal                          | Descrição | Fundação                         |
| -------- | ------------------------------ | --- | -------------------------------- |
|          | Canal RCN                      | O principal canal da RCN Televisión. Notícias, esportes, entretenimento, telenovelas e séries.                                                                                            | 10 de julho de 1998 (26 anos)    |
|          | RCN Nuestra Tele Internacional | Canal internacional. Foi lançado em 2003 como TV Colombia. Está disponível em provedores de cabo e satélite.                                                                              | 3 de abril de 2003 (22 anos)     |
|          | NTN24                          | Canal de notícias. Foi lançado em 2008 como Nuestra Tele Noticias. Está disponível em provedores de cabo e satélite.                                                                      | 3 de novembro de 2008 (16 anos)  |
|          | RCN Novelas                    | Canal de entretenimento geral, focado em telenovelas e séries produzidas pela RCN Televisión. Foi lançada em 2009 como RCN Telenovelas. Está disponível em provedores de cabo e satélite. | 27 de agosto de 2009 (15 anos)   |
|          | Win Sports                     | Canal de esportes. Foi lançado em 2012, de propriedade conjunta da DirecTV. Está disponível em provedores de cabo e satélite.                                                             | 27 de novembro de 2012 (12 anos) |
|          | RCN HD2                        | Canal de alta definição. Foi lançado em 2014. O canal se concentrou na transmissão simultânea de programas de televisão do Canal RCN.                                                     | 1 de abril de 2014 (11 anos)     |

### Antigo
| Logótipo | Canal          | Descrição | Fundação                      | Extinção                        |
| -------- | -------------- | --- | ----------------------------- | ------------------------------- |
|          | MundoMax       | Canal de televisão aberta. Foi lançado em 2012 como MundoFox, de propriedade conjunta da 21st Century Fox (agora The Walt Disney Company). O canal foi fechado em 2016. Ele estava disponível apenas nos Estados Unidos. | 1 de maio de 2012 (13 anos)   | 30 de novembro de 2016 (8 anos) |
|          | Tacho Pistacho | Canal infantil. Foi lançado em 2017 e fechado em 2019. | 9 de outubro de 2017 (7 anos) | 11 de janeiro de 2019 (6 anos)  |

## Programas
- Noticias RCN
- Reportajes RCN
- Mañana express
- Buen día, Colombia
- La casa de los famosos Colombia